# Diachaeta thomasi
Diachaeta thomasi är en ringmaskart som beskrevs av Benham 1886. Diachaeta thomasi ingår i släktet Diachaeta och familjen Glossoscolecidae. Inga underarter finns listade i Catalogue of Life.